# Eugenia uliginosa
Eugenia uliginosa är en myrtenväxtart som beskrevs av Cyrus Longworth Lundell. Eugenia uliginosa ingår i släktet Eugenia och familjen myrtenväxter. Inga underarter finns listade i Catalogue of Life.